# Longué-Jumelles
Longué-Jumelles is een gemeente in het Franse departement Maine-et-Loire (regio Pays de la Loire). De plaats maakt deel uit van het arrondissement Saumur. Longué-Jumelles telde op 1 januari 2022 6.583 inwoners.

## Geografie
De oppervlakte van Longué-Jumelles bedroeg op 1 januari 2022 96,2 vierkante kilometer; de bevolkingsdichtheid was toen 68,4 inwoners per km².

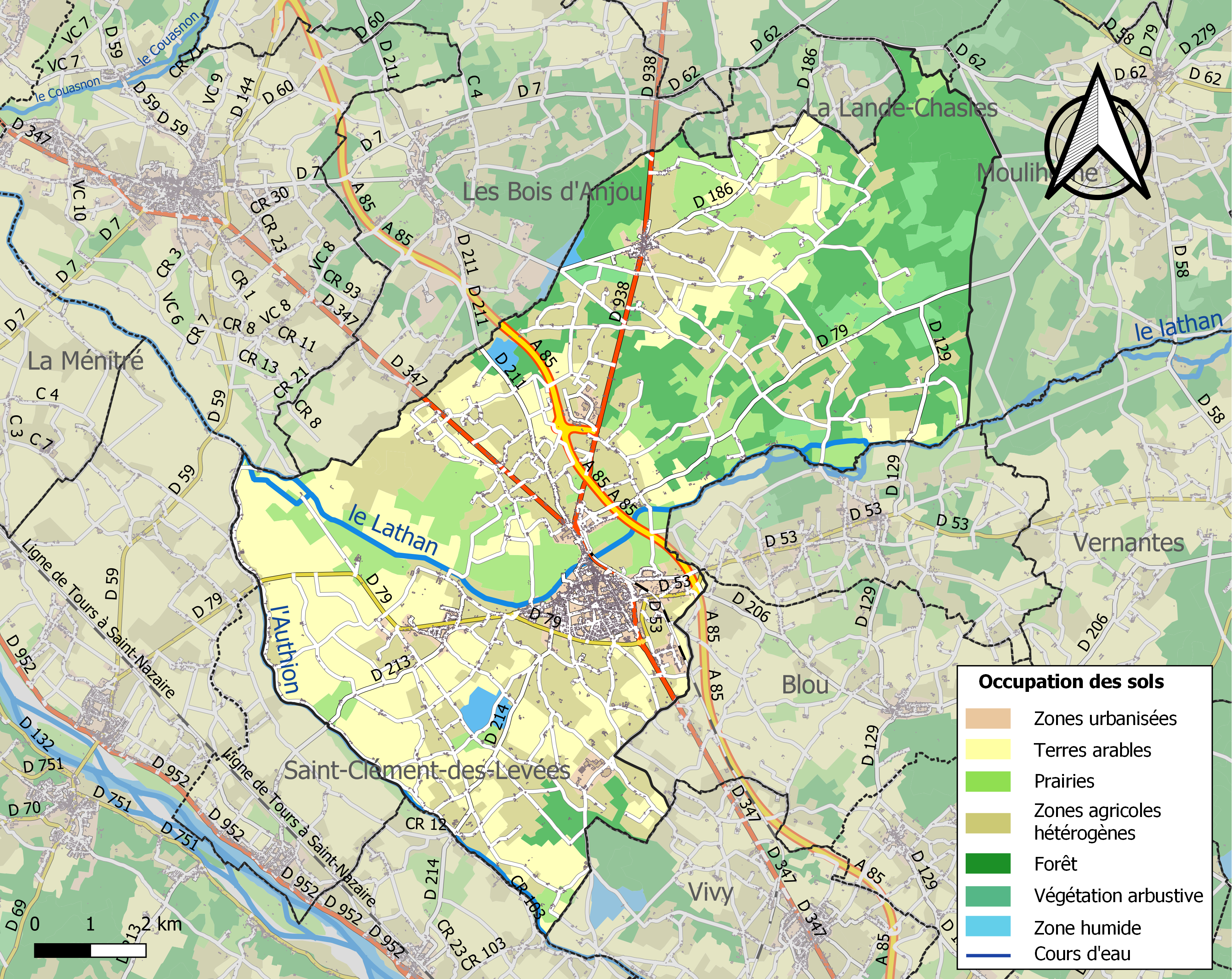
Kaart van de gemeente met de belangrijkste infrastructuur, bodemgebruik en omliggende gemeenten

## Demografie
Onderstaande figuur toont het verloop van het inwonertal (bron: INSEE-tellingen).